# ブランデンブルク協奏曲

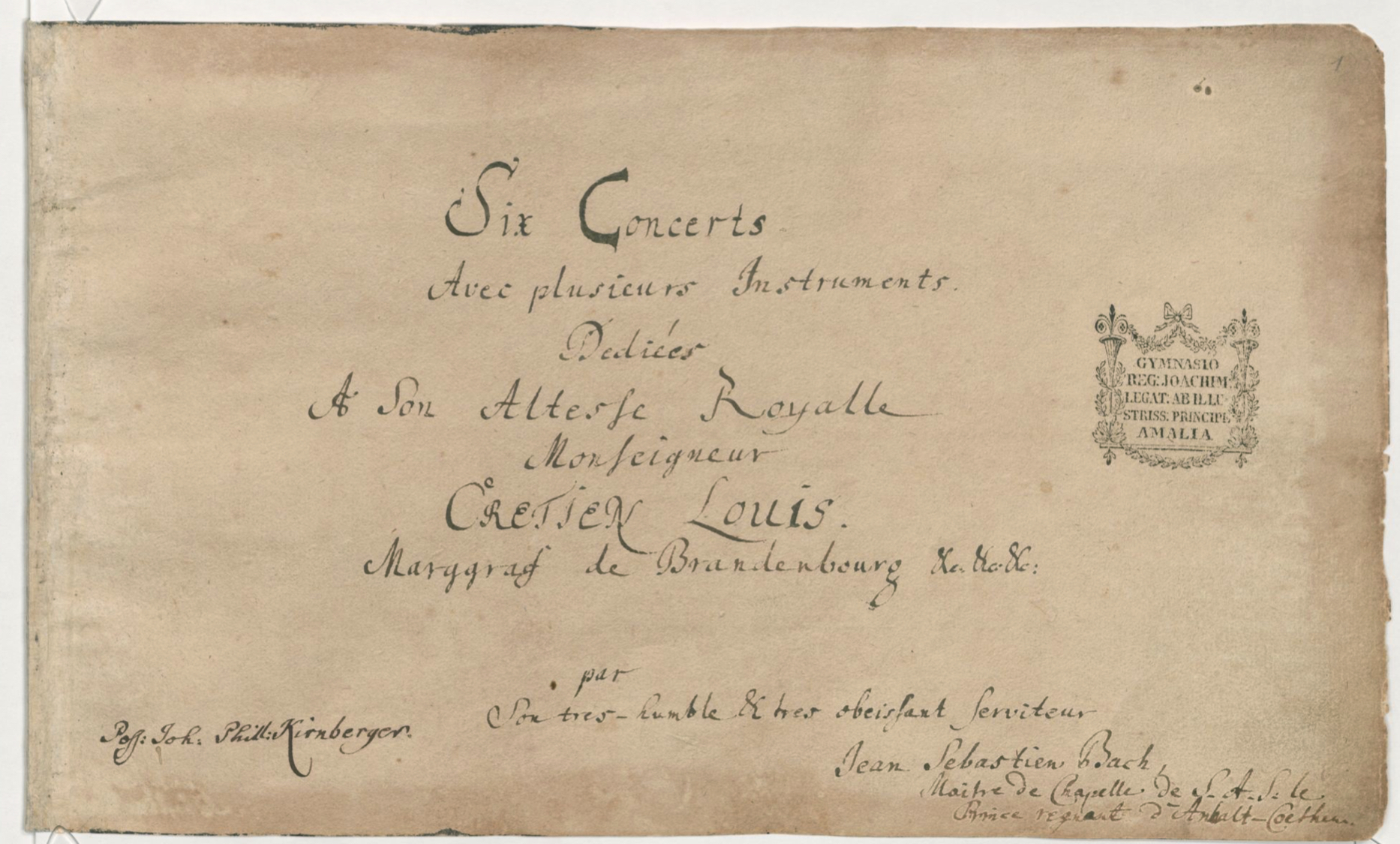
ブランデンブルク協奏曲の自筆譜の表紙

『ブランデンブルク協奏曲』（ブランデンブルクきょうそうきょく、独: Brandenburgische Konzerte、正式には、仏: Six Concerts Avec plusieurs Instruments 種々の楽器のための六曲の協奏曲）は、ヨハン・ゼバスティアン・バッハが作曲した6曲からなる合奏協奏曲集である。1721年3月24日にブランデンブルク＝シュヴェート辺境伯クリスティアン・ルートヴィヒに献呈された。そのためにこの名がある。6つの独立した協奏曲からなる。

## 作曲の経緯

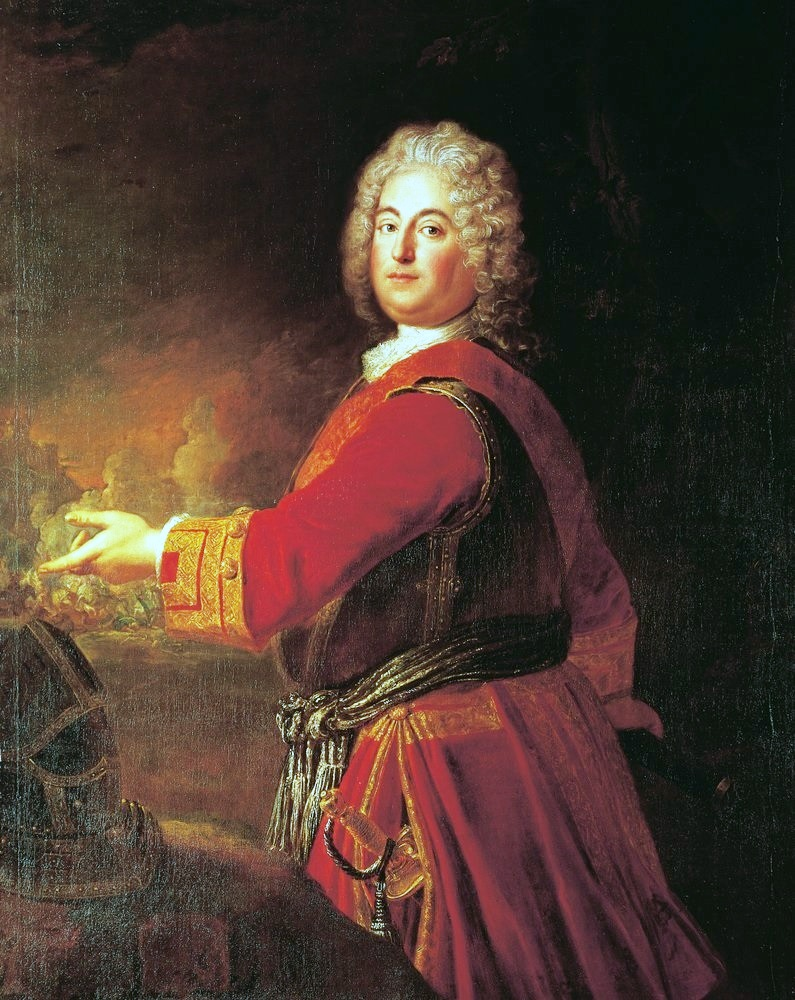
ブランデンブルク＝シュヴェート辺境伯クリスティアン・ルートヴィヒ

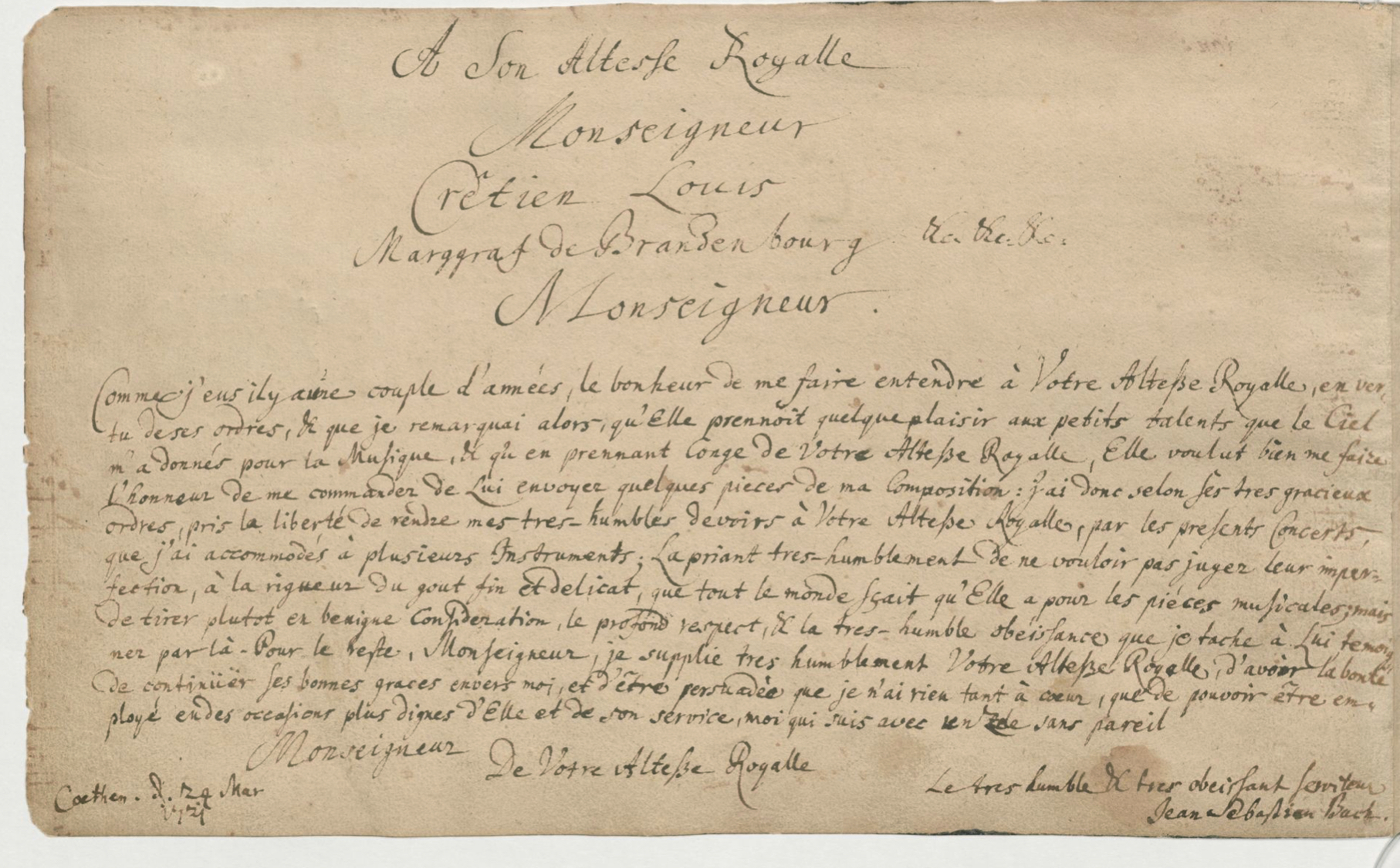
クリスティアン＝ルートヴィヒ伯へのフランス語の献辞文

ブランデンブルク＝シュヴェート辺境伯クリスティアン・ルートヴィヒに献呈された6曲の協奏曲集は、現在ベルリンの国立図書館にバッハの自筆譜が残されている。「ブランデンブルク協奏曲」(Brandenburgische Konzerte)という名称は、『バッハ伝』を著したフィリップ・シュピッタの命名によるもので、自筆譜にはフランス語で「いくつもの楽器による六曲の協奏曲」(Six Concerts Avec plusieurs Instruments)と記されているだけである。この自筆譜には、代筆されたと推定されるフランス語の献辞が添えられており、2年前に伯の御前演奏をした際に賜った下命に応じて作品を献呈する旨が記されている。しかし、いつどのようにして御前演奏する機会を得たのかは、献辞に記された日付から1719年のことと推測されるものの、はっきりとは分かっていない。
献辞に示された動機を否定するものではないが、本作品が成立した本当の理由は就職活動だったのだろうと考えられている。当時バッハが仕えていたアンハルト＝ケーテン侯レオポルトは自ら演奏もこなす大変な音楽愛好家で、一諸侯には珍しい立派な宮廷楽団をかかえ、楽団は多くの名手をそろえていた。バッハはケーテンの宮廷楽長として一生を終えるつもりだったが、ケーテン侯の妃となった女性が音楽嫌いであったためにレオポルト侯の音楽熱は冷め、宮廷楽団も縮小される事態に至ったという。この状況で、バッハは新天地を求めざるを得ないと判断したのだろう。本作品が献呈されたのと同じ頃に就職活動をしていたことが知られており、1723年にはライプツィヒのトーマスカントルに転出している。辺境伯に作品を献呈することで、就職を有利にしようとしたことは十分に考えられるのである。
一方で、その作曲過程も明らかではない。ただ、各曲の楽器編成や様式などから判断して、かなり長い期間にわたってつくられた協奏曲のなかから6曲を選び、編成の大きなものから順に並べたものであると考えられている。作曲された順番は、第6番→第3番→第1番→第2番→第4番→第5番であり、第3番と第6番はヴァイマル時代にさかのぼると推測される。第1番以降については、それぞれに見られる楽器編成や、高い演奏技術が求められることなどから、ケーテンの宮廷楽長に就任してからの創作と思われる。楽器編成はケーテンの楽団員構成によって、作品内容も楽団員の技巧水準を考えれば説明できるからである。しかも、シュヴェート辺境伯の宮廷楽団は少人数であった（1734年には6人だったことが知られている）から、演奏はほとんど不可能だった。いずれにせよ、別の目的でつくられた作品から転用されたことは間違いない。
唯一、最後に作曲されたと見られる第5番については、作曲の時期と動機をうかがわせる、かなり有力な状況証拠が残っている。1719年、宮廷からバッハに大金が支払われた記録があり、その明細によると、バッハがベルリンまでチェンバロを受け取りに行ったらしい。購入されたチェンバロが高価であることから、バッハがそれ以前に一度ベルリンに赴いて、オーダーメードでチェンバロを作らせたのではないかと考えられている。新しいチェンバロを前にして、バッハが作曲の腕をふるっただろうことは想像に難くない。すでに完成していたと見られる初稿BWV1050aと献呈稿を比べると、有名な第1楽章のチェンバロ独奏部は献呈稿において初稿の約3倍の長さ（19小節→65小節）になっており、チェンバロのお披露目を意図した改変であることが想像される。通常は通奏低音楽器のチェンバロを独奏楽器群に加えること自体が独創的であるが、第5番はチェンバロの活躍が著しく、実質的に音楽史上初のチェンバロ協奏曲として、後代のピアノ協奏曲の出現を準備する画期的な作品となった。ちなみに、この2回のベルリン行きの際に辺境伯に会う機会があったのではないかとする説も有力である。

## 各曲の構成と楽器編成

### 第1番
ヘ長調 BWV1046
- 演奏時間：約20分

楽章構成
1. ヘ長調 2/2
2. ニ短調 Adagio 3/4
3. ヘ長調 Allegro 6/8（初稿では欠く）
4. メヌエット ヘ長調 3/4（メヌエット-第1トリオ-メヌエット-ポラッカ-メヌエット-第2トリオ-メヌエット）

編成
- 独奏楽器群
  - ホルン 2
  - オーボエ 3
  - ファゴット

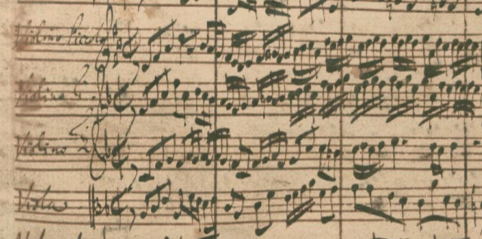
第1番の手稿譜、1721年

  - ヴィオリーノ・ピッコロ（ヴァイオリンより小さく短3度または完全4度高く調弦される。ヴァイオリンで完全に代用可能なため廃れた。初稿では欠く）
- 合奏楽器群
  - ヴァイオリン 2
  - ヴィオラ
  - チェロ（初版では欠く）
  - 通奏低音（ヴィオローネとチェンバロ）

### 第2番
ヘ長調 BWV1047
- 演奏時間：約15分

楽章構成
1. ヘ長調 2/2
独奏楽器それぞれにソロが均等に与えられる。
2. ニ短調 Andante 3/4
ヴァイオリン、オーボエ、リコーダーがカノン風に旋律を奏でる。トランペットは完全休止。
3. ヘ長調 Allegro assai 2/4
主題が独奏楽器によってフーガ風に展開される。

編成
- 独奏楽器群
  - トランペット
  - リコーダー
  - オーボエ
  - ヴァイオリン
- 合奏楽器群
  - ヴァイオリン2
  - ヴィオラ
  - ヴィオローネ
  - 通奏低音（チェロとチェンバロ）

### 第3番
ト長調 BWV1048
- 演奏時間：約10分

楽章構成
1. ト長調 4/4
リズミカルな曲調。
2. ホ短調 Adagio 4/4
フリギア終止の2つの和音だけの楽章。和音だけを演奏することもあれば、チェンバロあるいは第1ヴァイオリンがこの和音を基にカデンツァを奏することもある。
3. ト長調 Allegro 12/8

編成
独奏楽器群と合奏楽器群の区別はない。
- ヴァイオリン3
- ヴィオラ3
- チェロ3
- 通奏低音（ヴィオローネとチェンバロ）

### 第4番
ト長調 BWV1049
- 演奏時間：約15分

楽章構成
1. ト長調 Allegro 3/8
牧歌的な曲であり、ソロ・バイオリンに2本のリコーダーがきれいな響きを添える。
2. ホ短調 Andante 3/4
2本のリコーダーの半音階的進行とヘンデルのような曲調が印象的である。フリギア終止で3楽章へと続く。
3. ト長調 Presto 2/2
独奏楽器と通奏低音の4声のフーガ。様々なところに各楽器の魅力的なソロ、トゥッティが織り込まれている。

編成
- 独奏楽器群
  - ヴァイオリン
  - リコーダー 2
- 合奏楽器群
  - ヴァイオリン 2
  - ヴィオラ
  - チェロ
  - ヴィオローネ
  - 通奏低音（チェンバロ）

### 第5番
ニ長調 BWV1050
- 演奏時間：約20分

楽章構成
1. ニ長調 Allegro 2/2
チェンバロはフルート、ヴァイオリンを支えながらも途中チェンバロ協奏曲の前身ともなる長大なカデンツァに突入する。
2. ロ短調 Affettuoso 4/4
独奏楽器群のみでの演奏。
3. ニ長調 Allegro 2/4
フーガ風に曲が展開されてゆく。

編成
- 独奏楽器群
  - フルート
  - ヴァイオリン
  - チェンバロ
- 合奏楽器群
  - ヴァイオリン
  - ヴィオラ
  - チェロ
  - ヴィオローネ

### 第6番
変ロ長調 BWV1051
- 演奏時間：約20分

楽章構成
1. 変ロ長調 2/2
2挺のヴィオラが、半拍ずれたカノンによって旋律を奏でる。
2. 変ホ長調 Adagio ma non tanto 3/2
調号は変ロ長調のものが使われている。ヴィオラ・ダ・ガンバは完全休止。ブランデンブルク協奏曲の緩徐楽章の中で唯一、長調をとった曲であり、魅力的なカンタービレとなっている。
3. 変ロ長調 Allegro 12/8
とても軽快な曲調で、シンコペーションが特徴である。

編成
独奏楽器群と合奏楽器群の区別はない。ヴァイオリンが参加しない異色の弦楽合奏曲である。
- ヴィオラ・ダ・ブラッチョ 2
- ヴィオラ・ダ・ガンバ 2
- チェロ
- 通奏低音（ヴィオローネとチェンバロ）